# Henri Rheinwald
Henri Rheinwald, né le 24 juillet 1884 au Locle et mort le 24 avril 1968 à Genève est un coureur cycliste suisse.

## Palmarès
- 1907
  - Tour du lac Léman
  - 6e du Tour de Lombardie

- 1908
  -  Champion de Suisse sur route
  - 2e du Tour du lac Léman

- 1909
  -  Champion de Suisse de vitesse
  - 2e du championnat de Suisse sur route

- 1911
  - 2e du championnat de Suisse sur route

- 1912
  -  Champion de Suisse sur route
  -  Champion de Suisse de cyclo-cross
  -  Champion de Suisse de vitesse
  - Tour du lac Léman

- 1913
  -  Champion de Suisse de vitesse
  - 3e du championnat de Suisse sur route

- 1914
  - Championnat de Zurich
  - 2e du championnat de Suisse sur route

- 1915
  -  Champion de Suisse de vitesse
  - Berne-Genève

- 1916
  -  Champion de Suisse de vitesse
  - 2e du championnat de Suisse de cyclo-cross
  - 2e du championnat de Suisse de la montagne
  - 3e du championnat de Suisse sur route

- 1919
  -  Champion de Suisse sur route
  - Berne-Genève

- 1920
  - Tour du lac Léman